# Artificial Intelligence
Ne doit pas être confondu avec Intelligence artificielle.
Artificial Intelligence est une série de huit albums parus sur le label britannique Warp Records entre 1992 et 1994, visant à mettre en valeur les possibilités de la musique électronique. Elle rassemble des artistes et groupes qui ont par la suite été reconnus dans le milieu de la musique électronique, tels Alex Paterson, Plaid, Richard D. James, Richie Hawtin ou Autechre. Elle est également une contribution significative au genre ensuite dénommé intelligent dance music.

## Série
- 1992 : Artificial Intelligence
- 1993 : Polygon Window, Surfing on Sine Waves
- 1993 : Black Dog Productions, Bytes
- 1993 : B12, Electro-Soma
- 1993 : F.U.S.E., Dimension Intrusion (en)
- 1993 : Speedy J, Ginger (en)
- 1993 : Autechre, Incunabula
- 1994 : Artificial Intelligence II

Chacun des albums est paru en vinyle, cassette et CD ; à l'exception des deux albums Artificial Intelligence et Artificial Intelligence II, ils comportent une édition limitée sur vinyle transparent ou coloré. Une vidéo intitulée (Motion) est également parue pour la série.